# Sarduri IV
Sarduri IV (arménien : Սարդուր IV, inconnu - 595 av. J.-C.) est l'un des derniers rois d'Urartu, régnant de 615 à 595 av. J.-C.
Sarduri IV est le fils et successeur de Rusa III. On sait peu de choses sur son règne, sauf que son royaume est envahi par les forces assyriennes du sud, de l'est et de l'ouest, ainsi que par les Mèdes de l'est et les Scythes du nord.
Il meurt sans héritier et est remplacé par son frère Rusa IV.